# Le Saut (film, 1968)
Pour les articles homonymes, voir Le Saut.
Pour plus de détails, voir Fiche technique et Distribution.
Le Saut (O Salto) est un film français réalisé par Christian de Chalonge, sorti en 1967.

## Synopsis
L'exil en France de réfractaires aux guerres coloniales portugaises.

## Fiche technique
Sauf indication contraire, les informations mentionnées dans cette section peuvent être confirmées par la base de données cinématographiques Unifrance,  présente dans la section « Liens externes ».
- Titre original portugais : O Salto
- Titre français : Le Saut
- Réalisation : Christian de Chalonge
- Scénario et dialogues : Christian de Chalonge et Roberto Bodegas
- Production : Philippe de Broca
- Musique : Luís Cília
- Photographie : Alain Derobe, assisté de Colin Mounier
- Son : Guy Villette
- Décors : Claude Pignot
- Montage : Hélène Arnal
- Pays de production : France
- Langues de tournage : français, portugais
- Format : Couleurs - 1,37:1 - Mono - 35 mm
- Genre : Drame
- Durée : 88 minutes
- Date de sortie : 
  - France : 27 novembre 1967
- Affiche : Raymond Elseviers (titre : O Salto, Belgique)

## Distribution
- Marco Pico : António Ferreira
- Ludmila Mikaël : Dominique
- Antonio Passalia : Carlos
- António Assunção
- Henrique de Souza : Alberto
- Americo Trinidade : Americo

## Récompenses et distinctions
- Prix Jean-Vigo 1968[1]
- Prix de la fraternité 1968